# Groenhagemolen
De Groenhagemolen (ook: Molen Rommel) is een windmolenrestant in de tot de West-Vlaamse gemeente Middelkerke behorende plaats Leffinge, gelegen aan Groenhagestraat 21.
Deze ronde stenen molen fungeerde als korenmolen.

## Geschiedenis
In 1852 was niet ver van de huidige plaats een standerdmolen gebouwd. In 1870 werd deze opgekocht door molenaar Louis Devos, en met onderdelen ervan werd in 1871 door dezelfde molenaar een ronde stenen molen gebouwd.
In 1929 werd naast de molen een maalderij gebouwd die werd aangedreven door een armgasmotor. Later kwam er een dieselmotor, waarmee de maalderij tot 1986 in werking bleef. Het windbedrijf werd echter allengs gestaakt, en in 1940 werden de wieken en de kap verwijderd. Wat bleef was de molenromp.
In 2005 werd de molenromp samen met zijn omgeving, waaronder de mechanische maalderij, geklasseerd als beschermd monument. In 2011 werd de molen aangekocht door de gemeente Middelkerke.
Sinds enkele jaren worden er kleine marktjes en evenementen gehouden rond de molen en in het huis naast de molen zelf.
- Inventaris van het Bouwkundig Erfgoed (Vlaanderen): 54833